# جزيرة إمبابة
جزيرة إمبابة هي إحدى شياخات مدينة الجيزة ال53 في محافظة الجيزة في جمهورية مصر العربية. حسب إحصاءات سنة 2018، بلغ إجمالي السكان في جزيرة إمبابة 22,633 نسمة، منهم 11,213 رجل و11,420 امرأة.